# Racer X
Racer X — американская рок-группа, играющая в жанрах хэви-метал и спид-метал. Была образована в 1985 году в Лос-Анджелесе, штат Калифорния. Состав группы менялся множество раз, а единственными постоянными её членами до распада в 2009 году являлись гитарист Пол Гилберт и басист Хуан Альдерете.

## История
Основателем группы является Пол Гилберт. Ему было 15 лет, когда на него обратили внимание специалисты из популярного журнала, посвященного гитарному искусству — Guitar Player. В 1984 году Пол перебрался из Пенсильвании в Лос-Анджелес и поступил в Guitar Institute of Technology. Там он постигал гитарное мастерство и уже через год выпустил альбом с группой Black Sheep. После этого владелец компании Shrapnel Майк Варни предложил Полу создать свою группу и набрать состав. Это положило начало созданию группы Racer X. Первым составом группы стали: Джефф Мартин (вокалист), Хуан Альдерете (басист), Гарри Гшёссер (барабанщик), Пол Гилберт (гитарист). Для Джеффа Мартина и Гарри Гшёссера этот проект не был дебютным — первый до этого играл в Surgical Steel, а второй — в No Bros. В 1986 году вышел дебютный альбом в стиле power metal, который назывался Street Lethal. Позднее в этом же году из группы ушел Гарри Гшёссер и его место занял бывший барабанщик Hawk Скотт Трэвис. Так же состав усилили вторым гитаристом — Брюсом Буле. В ноябре 1986 года группа много выступала в клубах и даже собиралась отправиться в европейское турне после выхода второго альбома Second Heat. Однако все изменилось, так как Пол Гилберт принял предложение присоединиться к новой группе Mr. Big, Скотт Трэвис ушел в Judas Priest, а Джефф Мартин — в Badlands. Буле и Альдерете попытались воссоздать группу, пригласив Криса Эрвина (гитарист), Джона Кораби (вокалист), который к тому моменту распрощался с Angora, и Уолта Вудварта (барабанщик), который уже успел поработать в Americade и Shark Island. Но из этого ничего не вышло и группа распалась.

## Возрождение
До 1997 года бывшие музыканты Racer X занимались своими делами, иногда пересекаясь в различных музыкальных проектах. В 1997 году Пол Гилберт пригласил Джеффа Мартина, Хуана Альдерете и Брюса Буле принять участие в записи его сольного альбома. Он вышел в 1999 году. В итоге возникла идея возродить Racer X. Однако в связи с тем, что её члены были заняты в других проектах, самостоятельной группы не получилось и она стала существовать как сайд-проект. В 2000 и 2002 группа записала последние два альбома: Superheroes и Getting Heavier.

## Стиль
Изначальными направлениями группы были пауэр- и спид-метал. Согласно мнению Алекса Меллера, первый альбом Racer-X, который вышел относительно «сырым» и «неотшлифованным», в итоге стал культовым. На музыкальный стиль оказывал влияние японский металл того времени, в том числе такие его представители, как группа Loudness.

## Дискография
- 1986: Street Lethal
- 1987: Second Heat
- 1999: Technical Difficulties
- 2000: Superheroes
- 2002: Getting Heavier